# Olaitan Soyannwo
Olaitan Soyannwo là một giáo sư gây mê ở Nigeria tại Đại học Ibadan và thư ký nước ngoài của Viện Hàn lâm Khoa học Nigeria. Bà trước đây là Chủ tịch Hiệp hội Quốc tế về Nghiên cứu Cơn đau.